# Wennemar von Brüggenei
Wennemar von Brüggenei (XIV secolo – 1401) fu il 32º Gran Maestro dell'Ordine di Livonia, in carica dal 1389 al 1401.

## Biografia
Alla morte di Johann von Ohle, la carica di Landmeister di Livonia fu assunta da Wennemar von Brüggenei.

### 1396: la guerra tra il Vescovo di Dorpat e l'Ordine
Nella seconda metà del secolo XIV, i vescovi e l'Ordine di Livonia erano ferocemente in lotta per il potere dei territori dello Stato monastico dei cavalieri teutonici. Anche se l'Ordine aveva la supremazia militare, i vescovi sapevano sfruttare meglio la diplomazia. In effetti, Papa Bonifacio IX inizialmente sostenne i vescovi: nel 1390, tuttavia, l'Ordine riuscì a far valere le sue ragioni presso la Curia di Roma e, nel 1393, Johannes Walteri von Sinten, Arcivescovo di Riga, dovette lasciare la Livonia.
L'Ordine di Livonia, con il sostegno del Papa, ottenne una condizione importante: da quel momento, gli Arcivescovi di Riga dovevano essere membri dell'Ordine teutonico: del resto, l'allora vescovo di Curlandia era membro dell'ordine religioso già dal XIII secolo.
La supremazia dell'Ordine, a questo punto, incombeva su tutta la Livonia e la sola area a rimanere indipendente era il Vescovado di Dorpat, il cui vescovo era Dietrich Damerau, ex segretario dell'Imperatore Carlo IV.
Damerau, anziché assecondare le politiche dei teutonici, iniziò a organizzare attivamente una opposizione a tutto l'Ordine: nel 1395, stipulò un accordo con Meclemburgo e alcuni mercenari; altri accordi furono firmati anche con la Pomerania e la Lituania. Inoltre, Venceslao, Re di Germania, si dichiarò con i fatti sostenitore della politica di Dietrich Damerau.
Sulla carta, sembrava quindi profilarsi all'orizzonte un nemico minaccioso per l'Ordine: in realtà, gli alleati avevano pochi interessi comuni e l'Ordine teutonico, ricorrendo alla diplomazia, escluse Meclemburgo e la Lituania dall'alleanza. A questo punto, la Pomerania non avrebbe attaccato l'Ordine da sola; nel mese di luglio 1396, Wennemar von Brüggenei lanciò una campagna militare contro il Vescovado di Dorpat.
Dietrich Damerau cercò di organizzare una resistenza ma, quasi alla fine del novembre 1396, l'Ordine di Livonia riuscì ad assoggettare tutte le diocesi, ad eccezione di Tartu. Il castello di Otepää fu raso al suolo e non fu mai più ricostruito e il vescovo fu costretto a rinunciare alle sue politiche.

### 1397: i privilegi ai vassalli dell'Estonia del nord
Nel 1397, si svolse a Danzica un incontro tra l'Ordine teutonico ed i Vescovi della Livonia, dove l'Arcivescovo di Riga fu costretto a riconoscere la supremazia dell'Ordine di Livonia. In quell'occasione, l'Hochmeister Konrad von Jungingen concesse ampi privilegi ai vassalli del nord dell'Estonia, compreso il diritto di tramandare le loro terre fino alla quinta generazione: ciò rese le terre dei vassalli sostanzialmente di loro completa proprietà.
Questo diminuì il potere dei Cavalieri di Livonia nel nord dell'Estonia, lasciando loro solo i diritti sulle città (compresa Tallinn) e rendendo, di fatto, l'Hochmeister la più alta autorità politica.